# Honda FR-V

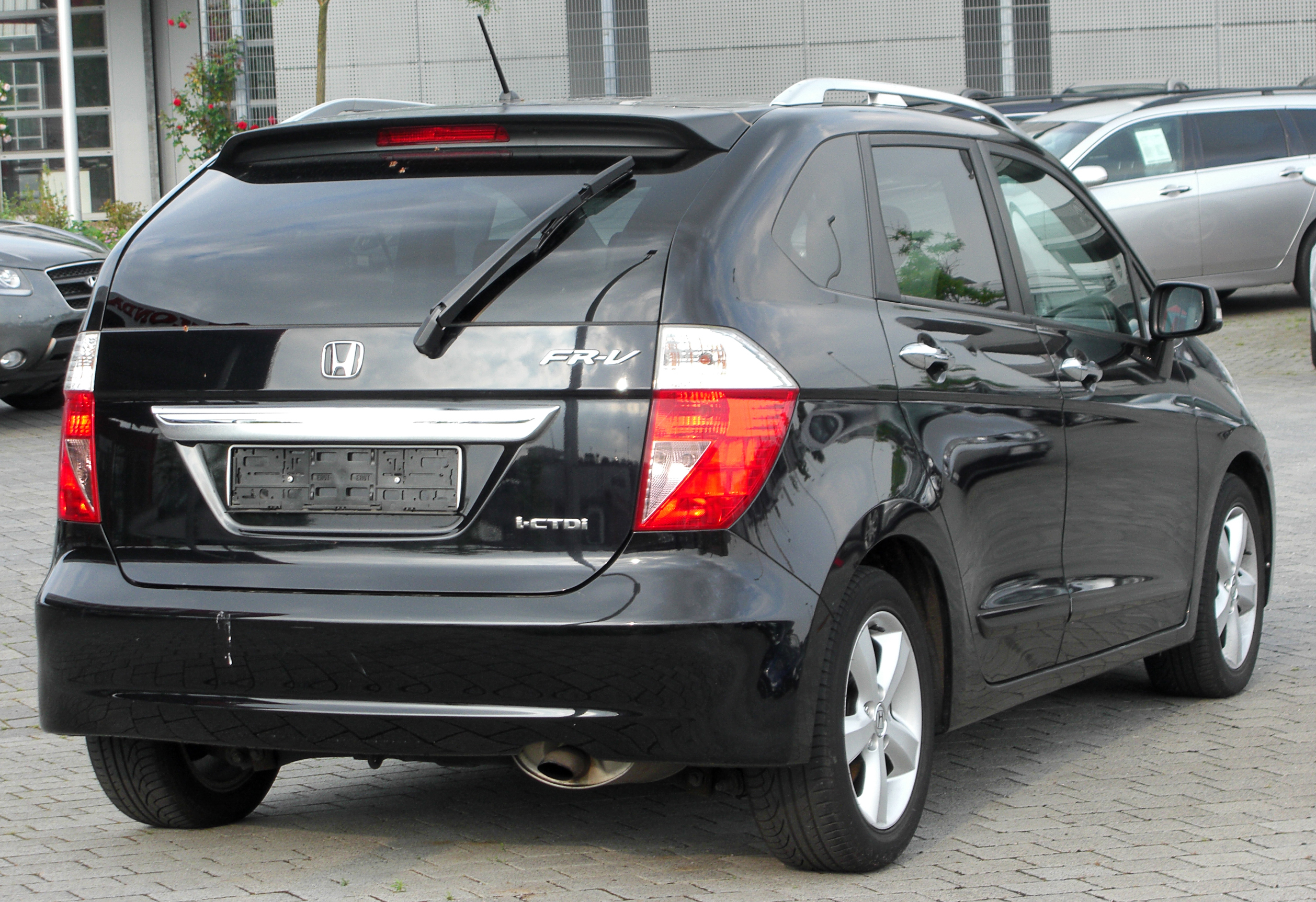
Honda FR-V (2004-2006)

De Honda FR-V is een zespersoons Midi MPV van Honda die van 2004 tot 2009 werd geproduceerd. In Europa was het de opvolger van zevenzitter Honda Stream. De FR-V biedt plaats aan zes personen op slechts twee zitrijen, waarmee de 3 + 3 naast de Fiat Multipla de enige MPV is met een dergelijke opstelling. In Japan werd de MPV als Honda Edix verkocht.

## Details
Door de 3 + 3-opstelling heeft de FR-V anders dan andere Midi MPV's met zeven zitplaatsen bij volle bezetting nog een royale bagageruimte. Volgens Honda speelde het contact tussen de inzittenden, en dan met name tussen ouder en kind, ook een rol bij de keuze voor een dergelijke opstelling. Zowel de centrale voor- als achterstoelen zijn verschuifbaar, verder kan de centrale voorstoel worden omgeklapt, zodat een tafel of armsteun met opbergvak ontstaat. Vanaf de start in 2004 waren er twee benzinemotoren beschikbaar: de 1.7 SOHC VTEC (125 pk) en de 2.0 DOHC i-VTEC (150 pk). Vanaf half 2005 kwam de FR-V met 2.2i-CTDi (140 pk) dieselmotor beschikbaar in Europa. Begin 2005 toonde Honda op de Autosalon van Genève een studiemodel op basis van de FR-V. Deze FR-V is aangepakt door Honda Access Europe en wijkt af van de gewone FR-V door een nieuw vormgegeven voor- en achterbumper, een speciale indeling van koplampen en achterlichten, dorpelverbreders, een nieuw uitlaateindstuk en een achterspoiler met een derde remlicht. Voorts heeft het studiemodel 19 inch lichtmetalen velgen, een blauwe carrosseriekleur en een speciaal aangekleed interieur. Op de Mondial de l'Automobile 2006 introduceerde Honda een licht gewijzigde FR-V. De grille en deurgrepen werden in donkerder chroom uitgevoerd, de chroomstrip achterop werd iets subtieler, de koplampen en achterlichten kregen een meer donkere uitstraling en in het interieur kwam er meer opbergruimte, er kwamen nieuwe bekledingsstoffen voor de stoelen en deurpanelen, interieurpanelen met carbonlook en een audioplug voor MP3-spelers. De 1.7 en 2.0 liter benzinemotoren verdwenen uit het gamma om plaats te maken voor de 1.8i-VTEC met 140 pk, die voor het eerst ook kon worden gekoppeld aan een vijftraps automatische transmissie. In augustus 2009 ging de FR-V uit productie.

### Euro NCAP
In 2005 heeft Euro NCAP de botsveiligheid van de Honda FR-V beoordeeld. Hier kreeg de FR-V vier sterren voor de veiligheid van inzittenden. De kooiconstructie bleek uiterst sterk, die goede bescherming biedt aan volwassen inzittenden. Ook alle airbags werkten naar behoren. Wel is er kritiek op de harde structuren rondom de stuurkolom en op kniehoogte die verwondingen aan de knie van bestuurder en passagier kunnen veroorzaken.
| Merk en model | resultaat   | voetgangersveiligheid |
| ------------- | ----------- | --------------------- |
| Honda FR-V    | (29 punten) | (20 punten)           |

### Registratiecijfers
| Jaartal | Nederland |
| ------- | --------- |
| 2004    | 50        |
| 2005    | 474       |
| 2006    | 340       |
| 2007    | 249       |
| 2008    | 130       |
| 2009    | 64        |
| 2010    | 9         |

## Motoren
| Type           | Cilinders | Kleppen | Cilinderinhoud | Vermogen                       | Koppel                | CO2-uitstoot | Opmerkingen |
| -------------- | --------- | ------- | -------------- | ------------------------------ | --------------------- | ------------ | ----------- |
| Benzinemotoren |           |         |                |                                |                       |              |             |
| 1.7i           | 4         | 16      | 1668 cm³       | 92 kW (125 pk) bij 6300 min−1  | 154 Nm bij 4800 min−1 | 179 g/km     | 2004-2007   |
| 1.8i           | 4         | 16      | 1799 cm³       | 103 kW (140 pk) bij 6300 min−1 | 174 Nm bij 4300 min−1 | 177-185 g/km | 2007-2009   |
| 2.0i           | 4         | 16      | 1998 cm³       | 110 kW (150 pk) bij 6500 min−1 | 192 Nm bij 4000 min−1 | 199 g/km     | 2004-2007   |
| Dieselmotoren  |           |         |                |                                |                       |              |             |
| 2.2i-CTDi      | 4         | 16      | 2204 cm³       | 103 kW (140 pk) bij 4000 min−1 | 340 Nm bij 2000 min−1 | 167 g/km     | 2005-2009   |

Huidige modellen België & Nederland:
Civic ·
CR-V ·
HR-V ·
e ·
Jazz ·
NSX
Overige modellen internationaal:
Life ·
Zest ·
N BOX ·
Acty ·
Vamos ·
Civic Hybrid ·
FCX Clarity ·
Freed ·
Stream ·
StepWGN ·
Odyssey ·
Elysion ·
Crosstour ·
Passport ·
Pilot ·
Ridgeline
Uit productie:
N ·
Z ·
Today ·
That's ·
T ·
TN ·
S ·
Beat ·
Logo ·
Capa ·
Mobilio ·
L ·
S-MX ·
Airwave ·
CRX ·
1300 ·
Quintet ·
Integra ·
Concerto ·
Domani ·
Prelude ·
Ascot ·
Avancier ·
FR-V ·
Shuttle ·
Inspire ·
Legend ·
HR-V ·
Crossroad ·
Element ·
Horizon ·
Tourmaster ·
S2000 ·
NSX